# Holger Hagström
Bror Holger Sigward Hagström, född 12 november 1905 i Vidbo församling, Uppland,  död 6 april 1982 i Norrtälje församling, var en svensk målare.
Hagström bedrev privata konststudier för olika konstnärer och självstudier. Hans konst består av ödemarksmotiv, skogsinteriörer och djur.